# San Fernando (Masbate)
San Fernando è una municipalità di quarta classe delle Filippine, situata nella Provincia di Masbate, nella Regione di Bicol.
La municipalità è una delle 4 che formano l'isola di Ticao.
San Fernando è formata da 26 baranggay:
- Altavista
- Bayanihan Pob. (District 4)
- Baybaydagat Pob. (District 1)
- Benitinan
- Buenasuerte
- Buenavista
- Buenos Aires
- Buyo
- Cañelas
- Corbada
- Daplian
- Del Rosario
- Ipil

- Lahong
- Lumbia
- Magkaipit
- Magsasaka Pob. (District 3)
- Minio
- Pinamoghaan
- Progreso
- Resurreccion
- Salvacion
- Silangan Pob. (District 2)
- Sowa
- Talisay
- Valparaiso